# Geschichte Alaskas

Die Flagge von Alaska

Die Geschichte Alaskas umfasst die Entwicklungen auf dem Gebiet des US-amerikanischen Bundesstaates Alaska von der Urgeschichte bis zur Gegenwart. Die Besiedlung des Gebiets reicht bis in die Altsteinzeit (etwa 12.000 vor Christus) zurück. Die frühesten Bewohner waren asiatische Gruppen, die über Beringia in das heutige West-Alaska einwanderten. Viele, wenn nicht sogar die meisten, präkolumbischen Völker des amerikanischen Kontinents kamen über diese Landbrücken. Vor der Ankunft der russischen Siedler lebten hier die Eskimos und eine Vielzahl anderer indigener Völker. (→ Ureinwohner Alaskas)
Der größte Teil der dokumentierten Geschichte Alaskas begann mit der europäischen Besiedlung. Dem dänischen Navigator Vitus Bering, der an Bord von St. Peter der russischen Marine diente, schreibt man oft die westliche Entdeckung Amerikas zu. Die erste Sichtung Alaskas machte jedoch möglicherweise Semjon Iwanowitsch Deschnjow 1648. Alexei Iljitsch Tschirikow (Алексей Ильич Чириков), der Kommandant der St. Paul, landete bereits am 15. Juli 1741 im heutigen Sitka. Ab 1783 begann die von Grigori Iwanowitsch Schelikow ins Leben gerufene russisch-amerikanische Gesellschaft, die Otter zu jagen und bei der Kolonisation der Küstengebiete Alaskas zu helfen, aber die Kolonie war vor allem aufgrund der hohen Schiffskosten nie profitabel (siehe Russisch-Amerika).

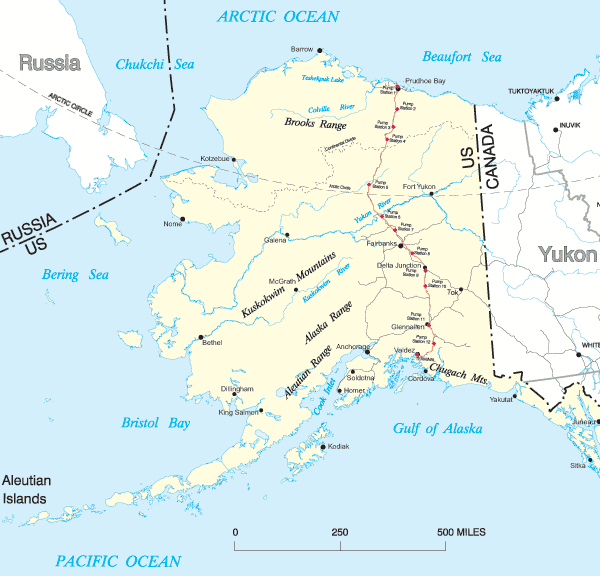
Karte von Alaska

Der US-Außenminister William H. Seward arrangierte am 9. April 1867 den Kauf Alaskas für 7,2 Millionen US-Dollar (entsprach 2016 inflationsbereinigt etwa 160 Millionen Dollar). Alaska und das benachbarte Yukon-Territorium in Kanada waren im 19. Jahrhundert der Schauplatz eines Goldrauschs und blieben auch nach dem Erlöschen der Goldreserven ein bedeutendes Gebiet für den Bergbau. Am 7. Juli 1958 unterzeichnete US-Präsident Dwight D. Eisenhower den Alaska Statehood Act und bereitete damit den Weg für Alaskas Aufnahme in die Vereinigten Staaten als 49. Bundesstaat am 3. Januar 1959.
Das Karfreitagsbeben am 27. März 1964 mit der Stärke 9,2 tötete 131 Menschen und zerstörte einige Städte. Die Einkünfte durch das Öl halfen der Bevölkerung beim Wiederaufbau der Infrastruktur des Bundesstaats, nachdem man 1968 Vorkommen gefunden und 1977 die Trans-Alaska-Pipeline fertiggestellt hatte. 1989 lief die Exxon Valdez gegen ein Riff im Prince William Sound, woraufhin 42.000 Tonnen Rohöl  ausliefen und die Küste auf einer Länge von 1.600 km verseuchten. Heute gehört mehr als die Hälfte von Alaska der Bundesregierung. Über die Zukunft der riesigen, kaum erschlossenen Wildnisgebiete (die so genannte frontier) gibt es kontroverse Debatten, wie z. B. in der aktuellen politischen Auseinandersetzung über etwaige Ölbohrungen in der Arctic National Wildlife Refuge.

## Vorgeschichte

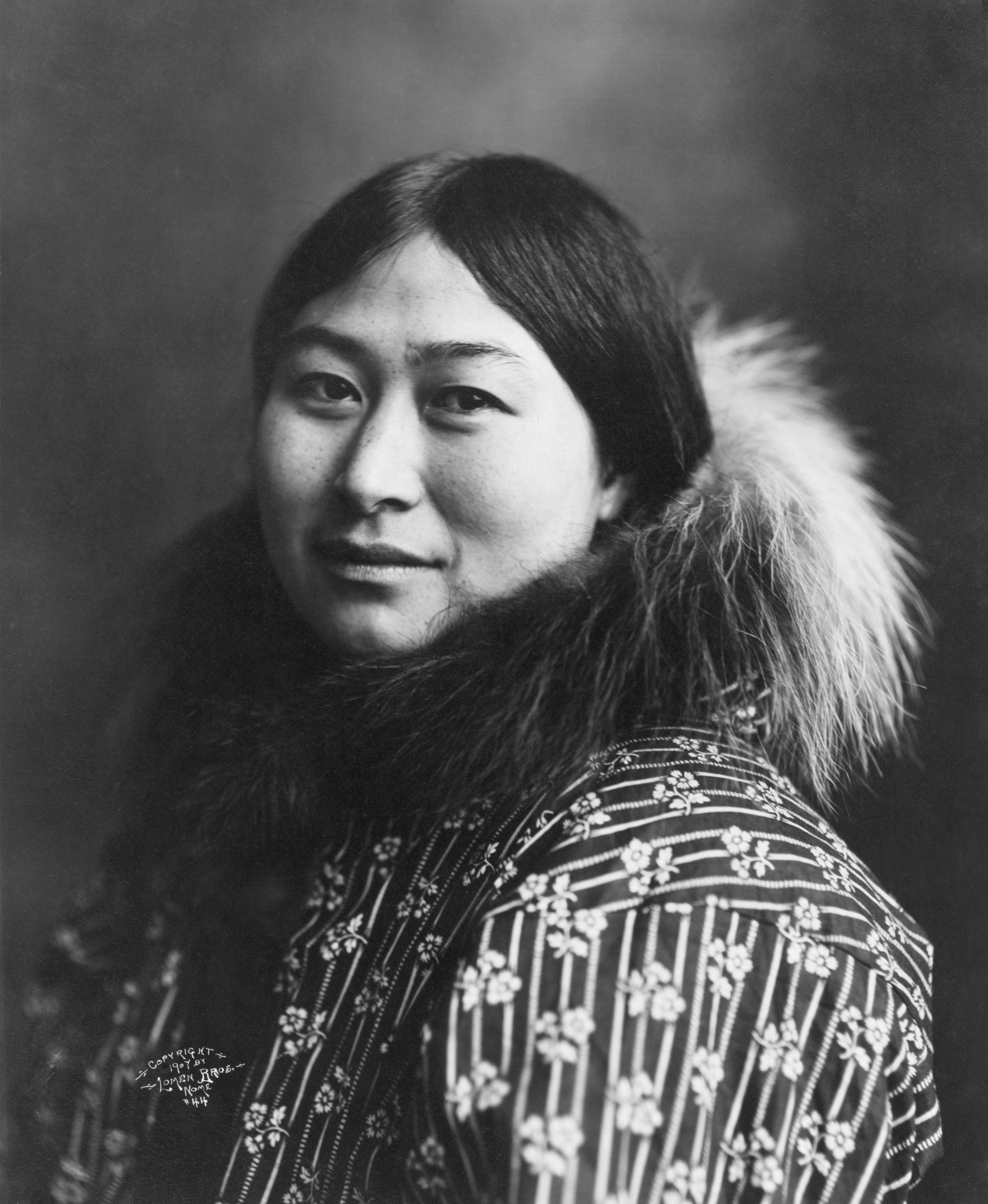
Eine Inupiat-Frau, ca. 1907

Zwischen 16.000 und 10.000 v. Chr. zogen altsteinzeitliche Familien über Beringia im Westen Alaskas in den Nordwesten Nordamerikas. Die Passage war von einer riesigen Eisschicht bedeckt, bis ein vorübergehender Rückgang in der letzten Eiszeit einen Korridor im Nordwesten Kanadas öffnete, durch den sich Gruppen über den restlichen Kontinent ausbreiten konnten. Eine der ältesten Kulturen, die archäologisch fassbar sind, ist der Nenana complex. Alaska wurde von den Eskimos und zahlreichen indigenen Gruppen bevölkert. Heute teilt man die frühen Bewohner Alaskas in mehrere Hauptgruppen: die Indianer der Südostküste (die Tlingit, Haida und Tsimshian), die Athapasken, die Aleuten sowie die Inupiat und Yupik.
Die Tlingit, Haida und Athapasken hielten Potlatch, wobei eine mächtige Person all ihren Besitz verschenkte, zum Essen gab oder zerstören ließ. Bei diesen Festen erzählte man Familiengeschichten, übergab zeremonielle Titel und Gaben an die Vorfahren. Die Gesellschaft der Aleuten war in drei Kategorien geteilt: Ehrenleute (Walfänger, die hohen Respekt genossen, und Ältere), gewöhnliche Menschen und Sklaven. Beim Tod eines Würdenträgers mumifizierte man dessen Leiche und tötete gelegentlich Sklaven zu Ehren des Verstorbenen. Diese Völker jagten mit Schlingen, Keulen, Speeren sowie Pfeil und Bogen.
Siehe auch: Ureinwohner Alaskas

## 18. Jahrhundert

### Russisch-Alaska
Siehe auch Hauptartikel Russisch-Amerika

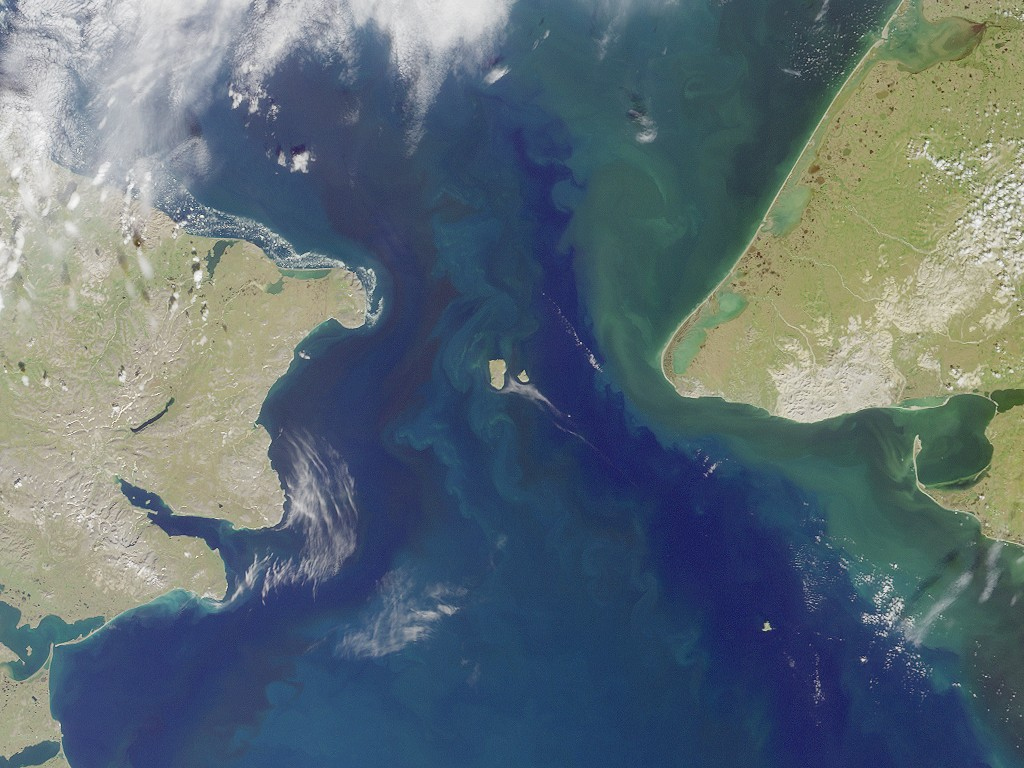
Wie diese Aufnahme von der Beringstraße zeigt, ist die Westküste Alaskas rund 85 Kilometer von der russischen Ostküste entfernt

Die ersten schriftlichen Dokumente zeigen, dass die ersten Europäer in Alaska aus Russland kamen. 1648 durchquerten die russischen Händler Semjon Iwanowitsch Deschnjow, Gerassim Ankudinow und Fedot Alexejewitsch Popow die Beringstraße als Erste, ohne jedoch den amerikanischen Kontinent zu sichten. 1741 gelang der Expedition des dänischen Navigators Vitus Bering im Dienst der russischen Marine zusammen mit dem Russen Alexei Iljitsch Tschirikow die erste gesicherte Landung auf dem amerikanischen Kontinent. An Bord der St. Peter und der St. Paul stachen sie vom sibirischen Hafen Petropawlowsk-Kamtschatski in See. Tschirikow landete am 15. Juli 1741 als Erster in der Nähe des heutigen Sitka. Nachdem sie einen Schiffbruch überlebt hatte, kehrte Berings Crew mit sehr feinen Seeotter-Pelzen nach Russland zurück. Die russisch-amerikanische Gesellschaft begann bald mit der Jagd auf die Otter und half bei der Kolonisation der Küstengebiete Alaskas, aber aufgrund der hohen Schiffskosten war die Kolonie nie profitabel. Georg Wilhelm Steller, der Naturforscher des Schiffes, wanderte über die Insel und untersuchte die Pflanzen und die wilde Tierwelt.
Russland richtete Posten für Jagd und Handel ein. Die Zarin Katharina II. verkündete den guten Willen gegenüber den Aleuten und wies ihre Untergebenen an, diese gerecht zu behandeln, aber bei der Jagd nach Pelzen wurde das Wohlergehen der Ureinwohner missachtet. 1784 erreichte Grigori Iwanowitsch Schelichow (Григорий Иванович Шелихов), der später die russisch-amerikanische Gesellschaft zur Kolonisierung des frühen Alaska gründete, die Kodiak-Insel mit zwei Schiffen, der Drei Heiligen und der Sankt-Simon. Die Einwohner wehrten sich gegen die Neuankömmlinge und die Russen und Schelichow antwortete darauf, indem er Hunderte von ihnen tötete und Geiseln nahm, um den Gehorsam der anderen zu erzwingen. Nachdem er seine Autorität auf der Kodiak-Insel gesichert hatte, gründete Schelichow die erste feste russische Siedlung in Alaska in der Three Saints Bay. Er gründete eine Schule, um den Einheimischen die russische Sprache in Wort und Schrift zu lehren, und führte die orthodoxe Religion ein.
1790 verpflichtet Schelichow nach seiner Rückkehr nach Russland Alexander Andrejewitsch Baranow (Александр Андреевич Баранов) als Manager seiner Pelz-Firma in Alaska. Als er sah, wie nicht-russische Europäer mit den einheimischen Bewohnern im Südosten Alaskas handelten, errichtete Baranow 1795 Mikhailovsk 10 km nördlich des heutigen Sitka. Bis 1804 konsolidierte Baranow, nun Leiter der russisch-amerikanischen Gesellschaft, nach seinem Sieg über das Volk der Tlingit in der Schlacht von Sitka den Anspruch auf den Pelz-Handel auf dem amerikanischen Kontinent. Durch die intensive Jagd und die Abhängigkeit von amerikanischen Versorgungsschiffen begannen die Profite jedoch zu sinken. Das russische Amerika wurde an die Vereinigten Staaten verkauft und alle Besitztümer der russisch-amerikanischen Gesellschaft liquidiert.

### Spanische Expeditionen

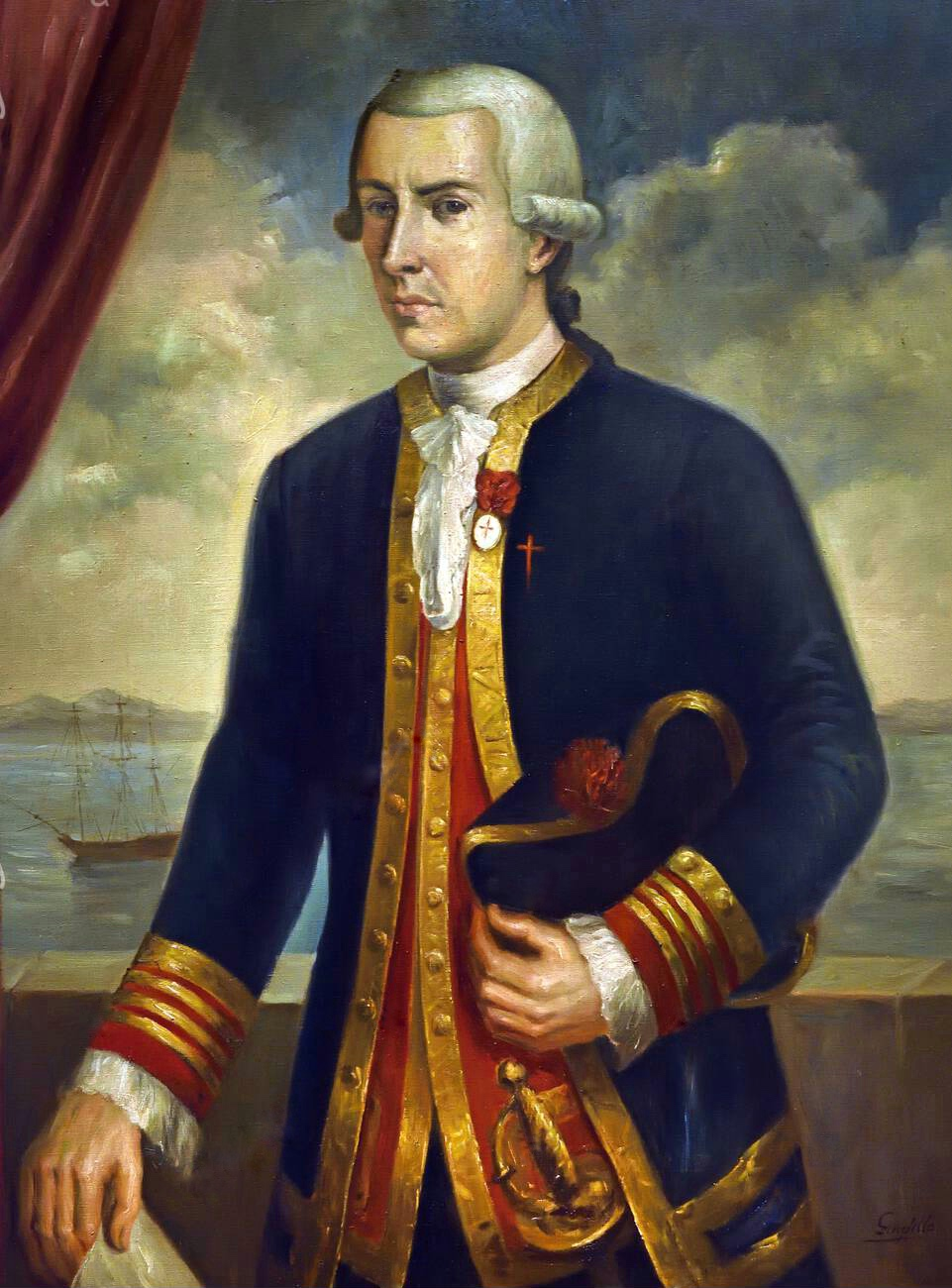
Captain Juan Francisco Bodega y Quadra, ca. 1785

Aus Angst vor einer russischen Expansion sandte der spanische König Karl III. zwischen 1774 und 1791 einige Expeditionen von Mexiko aus, um den Pazifischen Nordwesten zu erkunden. Die zweite Expedition unter Leutnant Bruno de Hezeta mit 90 Mann an Bord der Santiago stach am 16. März 1775 in San Blas (Mexiko) in See, mit dem Befehl, den Pazifischen Nordwesten für Spanien zu beanspruchen. Begleitet wurde Hezeta vom Versorgungsschiff Nuestra Señora de Guadalupe (allgemein als Señora bekannt), ursprünglich unter dem Kommando von Juan de Ayala. Der 11 m lange Schoner mit der 16-köpfigen Crew war mit der Erkundung und Kartierung der Küste beauftragt und konnte an Orten anlegen, die die größere Santiago bei ihrer vorherigen Reise nicht erreichen konnte. Auf diese Weise konnte die Expedition die Ländereien nördlich von Mexiko, die sie aufsuchte, offiziell beanspruchen.
Die beiden Schiffe segelten gemeinsam in nördlicher Richtung bis zum Point Grenville (Washington), den Hezeta nach einem Angriff der örtlichen Quinault-Indianer Punta de los Martires („Ort der Märtyrer“) nannte. Am Abend des 29. Juli 1775 trennten sich die Schiffe planmäßig. Die Santiago fuhr weiter bis zu der Stelle, die heute die Grenze zwischen Washington und Kanada bildet. Die Señora (nun mit dem zweiten Offizier Juan Francisco de la Bodega y Quadra am Steuer), bewegte sich an der Küste entlang, bis sie am 15. August die Meerenge von Sitka am 59. nördlichen Breitengrad erreichte. Dort führten die Spanier mehrere „Herrschaftsakte“ aus, indem sie Puerto de Bucareli (Bucareli Sound), Puerto de los Remedios und Mount San Jacinto benannten und beanspruchten. Letzterer wurde drei Jahre später vom britischen Forscher James Cook in Mount Edgecumbe umbenannt. Auf ihrer Reise mussten die Besatzungen beider Schiffe viele Schwierigkeiten überstehen, darunter Mangel an Lebensmitteln und Skorbut. Am 8. September trafen sich die Schiffe wieder und kehrten nach San Blas zurück.
Alessandro Malaspina leitete eine weitere Expedition. 1791 beauftragte der spanische König ihn, die Nordwestpassage zu suchen. Er erkundete die Küste von Alaska bis zum Prince William Sound. In der Yakutat Bay traf die Expedition auf die Tlingit. Spanische Gelehrte interessierten sich für das Volk und sammelten Informationen über soziale Sitten, Sprache, Wirtschaft, Kriegsmethoden und Begräbnisrituale. Die Künstler der Expedition, Tomas de Suria und José Cardero, zeichneten Porträts von Stammesangehörigen und Alltagsszenen aus dem Leben der Tlingit. Ein Gletscher zwischen Yakutat Bay und Icy Bay wurde nach Malaspina benannt.
Am Ende erwies sich die Rivalität im Nordpazifik als zu teuer für die Spanier, die sich 1819 mit dem Adams-Onís-Vertrag aus dem Wettkampf zurückzogen und ihre Ansprüche auf die Region aufgaben. Heute bleiben vom spanischen Erbe wenige Ortsnamen, darunter der Malaspinagletscher und die Stadt Valdez.

### Britische Präsenz
Die britische Besiedlung in Alaska beschränkte sich auf einige verstreute Handelsposten, wobei die meisten Siedler über den Seeweg kamen. Kapitän James Cook segelte im Laufe seiner dritten und letzten Forschungsreise 1778 an Bord der Resolution entlang der Westküste Nordamerikas und kartierte die Küste von Kalifornien bis zur Beringstraße. Während seiner Reise entdeckte er das 1794 von seinem Mitarbeiter George Vancouver zu seinen Ehren so benannte Cook Inlet. Die Beringstraße erwies sich als unpassierbar, obwohl es die Resolution und ihr Begleitschiff, die HMS Discovery mehrmals versuchten. Die Schiffe kehrten 1779 nach Hawaii zurück.
Während Cooks Besuch auf der Suche nach der Nordwestpassage versuchten die Russen, ihn mit dem Ausmaß ihrer Kontrolle über die Region zu beeindrucken, aber Cook hielt sie für eine unbedeutende Gruppe von zwielichtigen Jägern und Händlern. Obwohl er nach seinem Besuch in Alaska auf Hawaii starb, fuhr seine Crew weiter bis nach Guangzhou in China, wo sie die in Alaska für hohe Preise erworbenen Seeotter-Pelze verkauften. Cooks Expedition spornte die Briten an, ihre Schiffsreisen entlang der Nordwestküste im Sog der Spanier zu intensivieren. Drei von der Hudson’s Bay Company geförderte Posten gab es im frühen 19. Jahrhundert in Fort Yukon und in Wrangell (die einzige Stadt in Alaska, die unter britischer, russischer und amerikanischer Herrschaft stand).

## 19. Jahrhundert

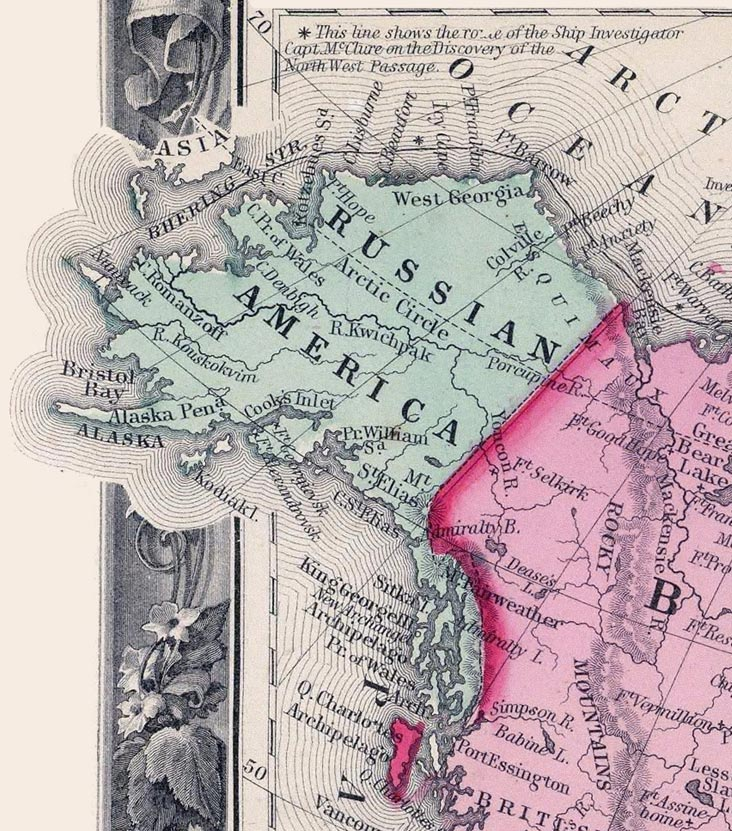
Russisch-Amerika mit teils russischen, teils englischen Ortsbezeichnungen auf einer Karte von 1860

### Russisch-amerikanische Vereinbarung

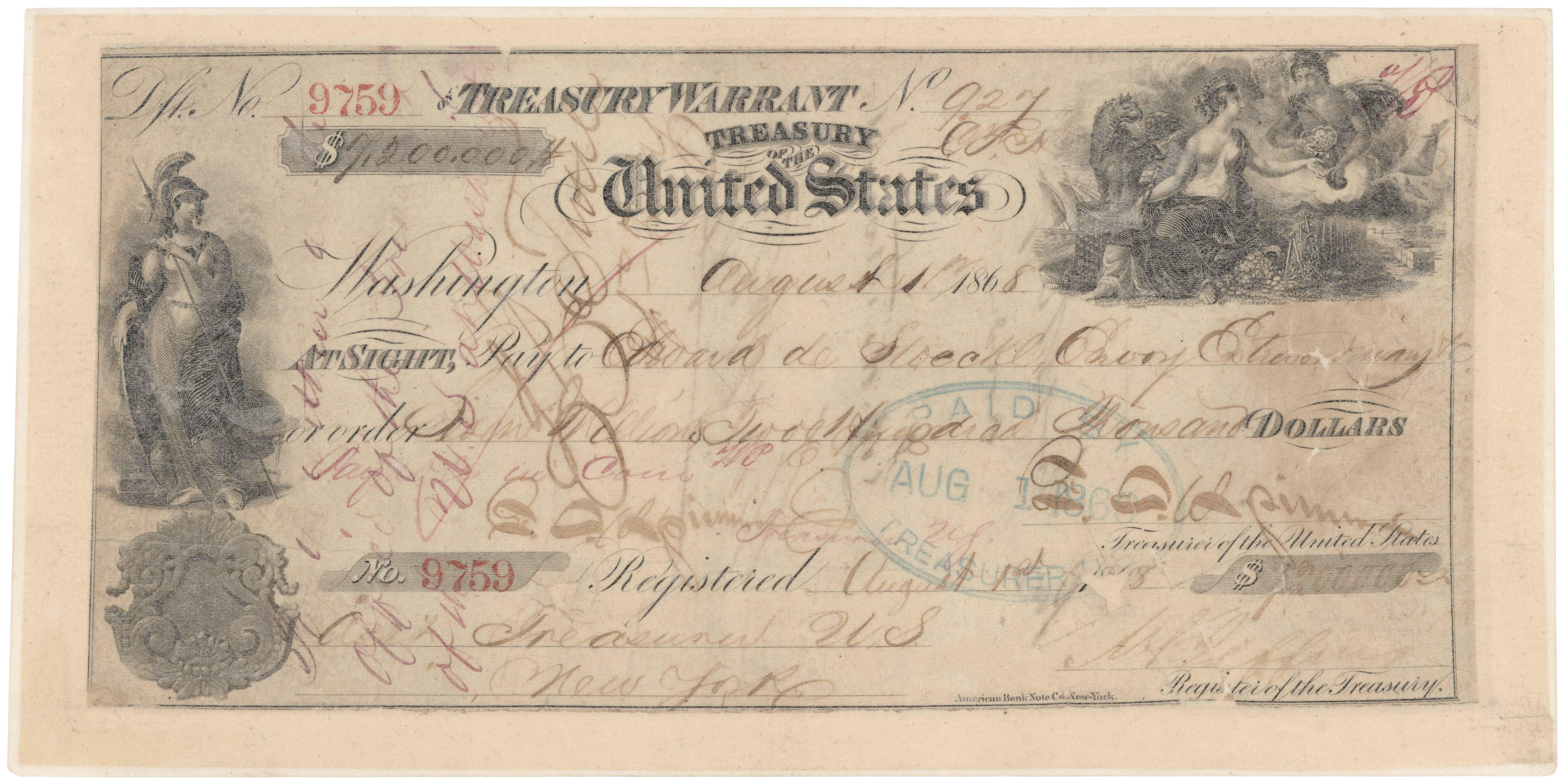
Der Scheck, mit dem die Vereinigten Staaten im April 1867 Alaska für 7,2 Millionen Dollar kauften

Finanzielle Schwierigkeiten in Russland, der Wunsch, Alaska nicht den Briten in die Hände fallen zu lassen, und die geringen Profite des Handels mit Siedlern in Alaska trugen zum russischen Vorhaben bei, die Besitztümer in Nordamerika zu verkaufen. Der US-Außenminister William H. Seward leitete den Kauf Alaskas am 9. April 1867 für 7,2 Millionen Dollar (entsprach 2016 inflationsbereinigt etwa 160 Millionen Dollar) ein. Alaska und das benachbarte Yukon-Territorium in Kanada waren im 19. Jahrhundert der Schauplatz eines Goldrauschs und blieben auch nach dem Erlöschen der Goldreserven ein bedeutendes Gebiet für den Bergbau. Am 7. Juli 1958 unterzeichnete US-Präsident Dwight D. Eisenhower den Alaska Statehood Act und bereitete damit den Weg für Alaskas Aufnahme in die Vereinigten Staaten als 49. Bundesstaat am 3. Januar 1959.

### Das Department Alaska

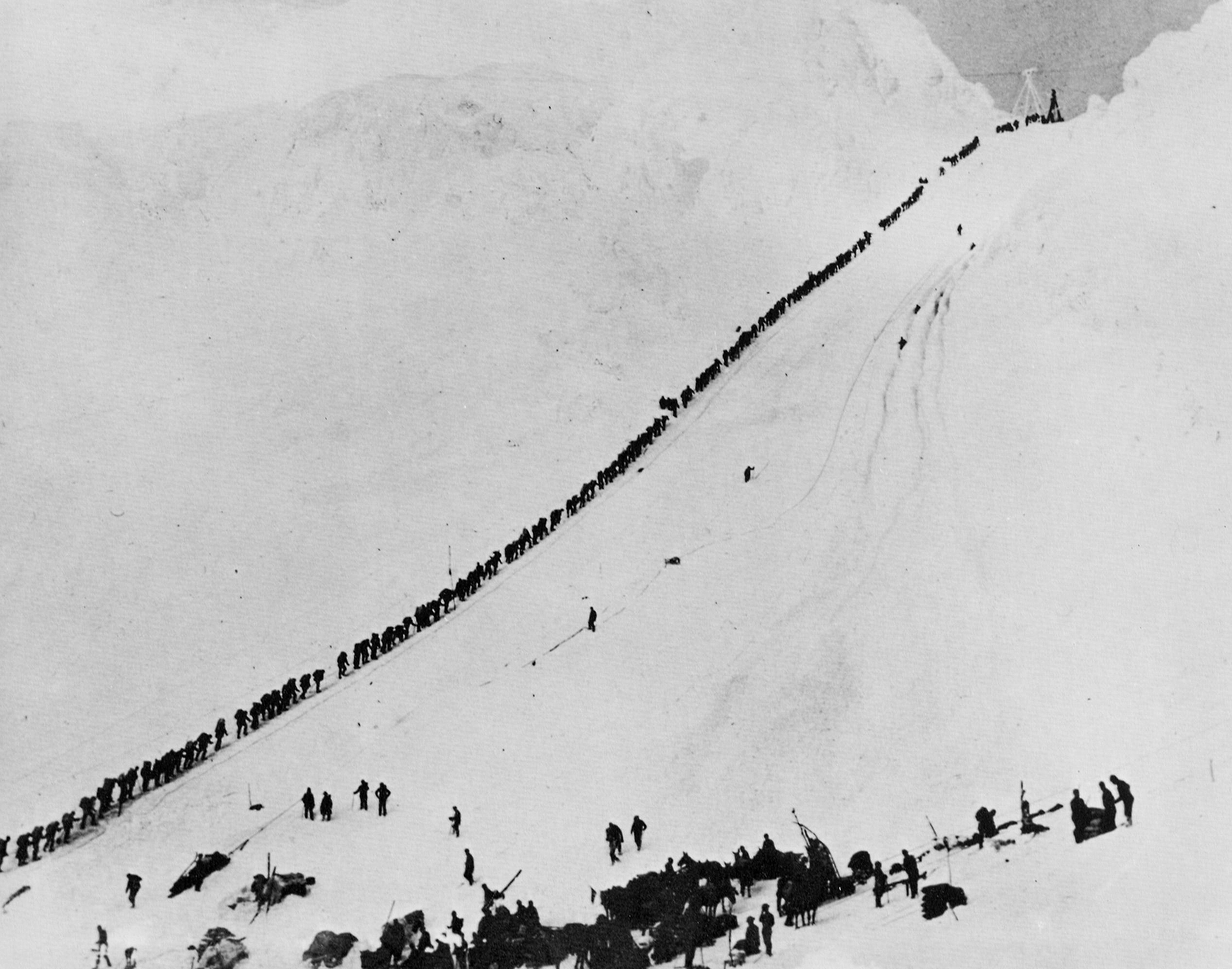
Bergarbeiter und Goldsucher klettern während des Goldrauschs von Klondike über den Chilkoot Trail

Nachdem die Vereinigten Staaten Alaska von Russland gekauft hatten, hissten sie am 18. Oktober 1867 dort ihre Fahne; heute feiert man an diesem Tag den Alaska Day. Durch den Besitzerwechsel verschob sich die Datumsgrenze de facto nach Westen und Alaska stellte seine Zeitrechnung vom julianischen auf den gregorianischen Kalender um. Für die Einwohner folgte so auf Freitag, 6. Oktober, gleich der 18. Oktober 1867, ebenfalls ein Freitag. Den unbeliebten Kauf bezeichnete man als „Sewards Torheit“ oder „Sewards Kühlschrank“, auch wenn er sich später durch die Entdeckung des Goldes als wertvoll erwies.
Während der Ära des Department of Alaska von 1867 bis 1884 befand sich Alaska unter der Rechtsprechung der US Army (bis 1877), des US-Finanzministeriums (1877–1879) und der US Navy (1879–1884). Später wurde das Gebiet zum Alaska Territory und schließlich Alaska. In der Zeit nach dem Kauf blieb der größte Teil Alaskas zunächst unerforscht. 1865 legte die Western Union eine Telegrafenleitung durch Alaska bis zur Beringstraße, wo diese an eine asiatische Leitung angeschlossen wurde. Sie führte auch die ersten wissenschaftlichen Studien der Region durch und produzierte die erste Karte des gesamten Yukon River. Die Alaska Commercial Company und das Militär trugen auch zur wachsenden Erforschung Alaskas in den letzten Jahrzehnten des 19. Jahrhunderts bei, indem sie Handelsposten an den vielen Flüssen im Landesinneren errichteten.

### Der District Alaska

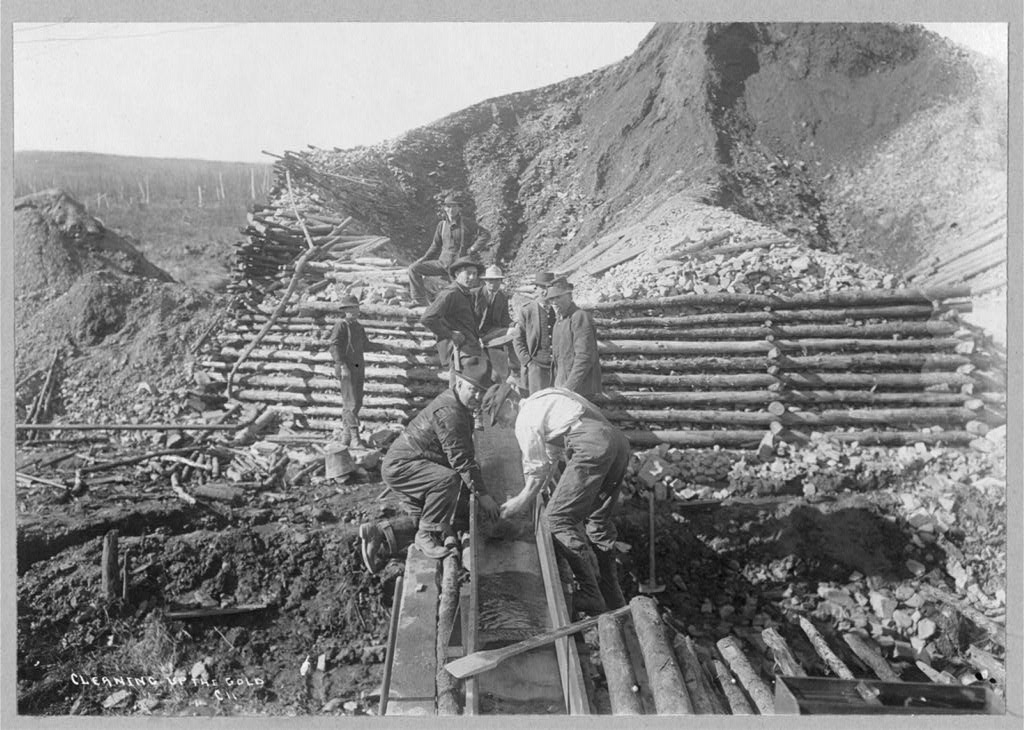
Goldsucher aus Alaska waschen Gold (1916)

1884 wurde die Region organisiert und der Name in „District of Alaska“ geändert. Zu dieser Zeit waren die Gesetzgeber in Washington, D.C. mit dem Wiederaufbau nach dem Sezessionskrieg beschäftigt und hatten kaum Zeit, sich um Alaska zu kümmern. 1896 lockte die Entdeckung des Goldes im Yukon-Territorium im benachbarten Kanada Tausende von Bergbauleuten nach Alaska und obwohl nicht klar war, ob hier Gold zu finden war, profitierte das Land, weil es an der leichtesten Transportroute lag.
1899 wurde in Nome das erste Gold in Alaska gefunden, woraufhin mehrere Städte wie Fairbanks und Ruby entstanden. 1902 begann man mit dem Bau der Alaska Railroad, die ab 1914 Seward mit Fairbanks verband. Allerdings gibt es bis heute keinen Schienenweg, der Alaska mit den 48 südlich gelegenen Bundesstaaten verbindet. Eine neue Überlandstrecke verkürzte die Transportzeiten in die benachbarten Staaten um mehrere Tage. Kupfer-Bergbau, Fischerei und Konservenfabrikation (10 Fabriken in einigen größeren Städten) entwickelten sich im frühen 20. Jahrhundert zu beliebten Industriezweigen.

## 20. Jahrhundert

### Alaska-Territorium

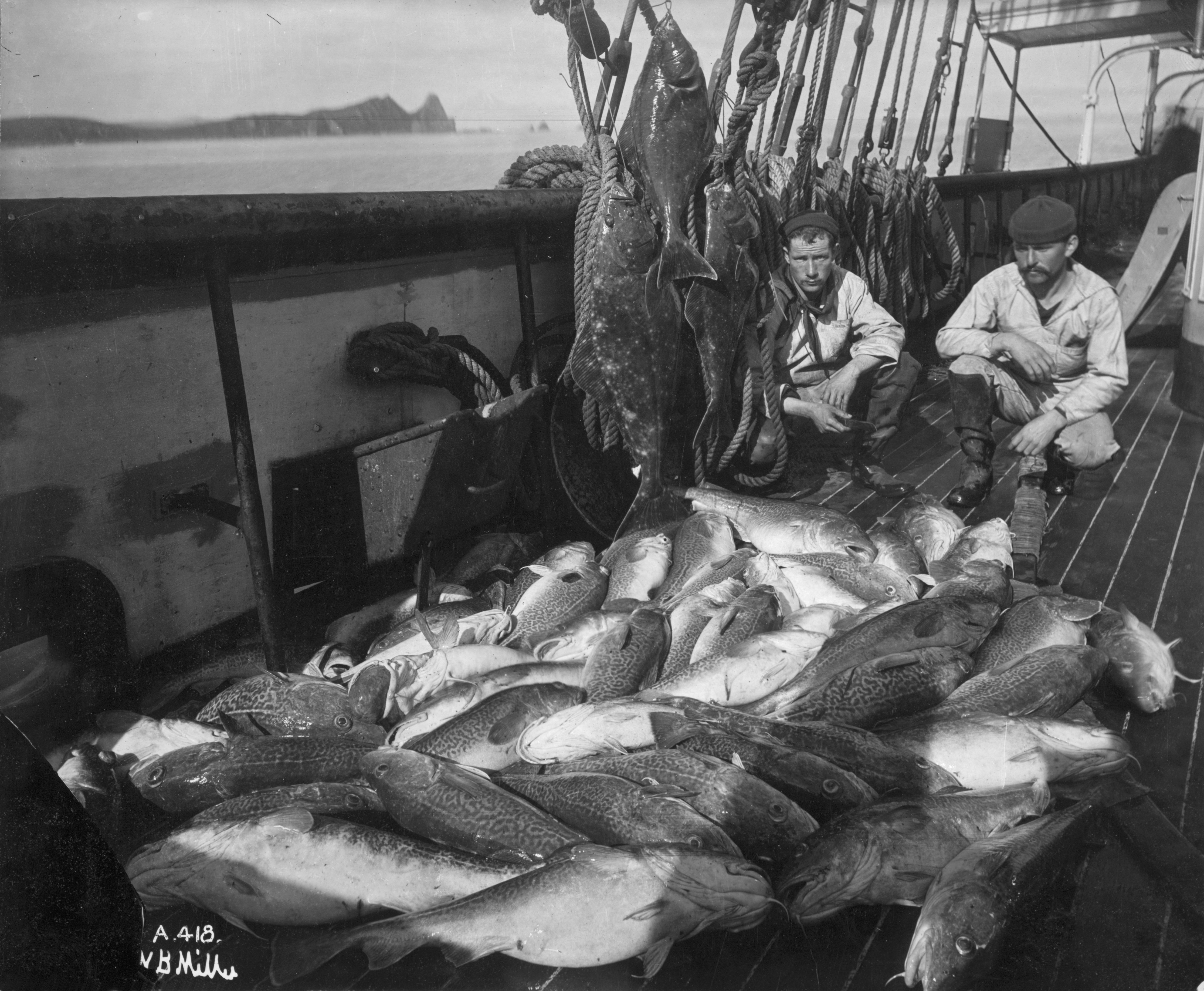
Fischerboot im 20. Jahrhundert beim Fang von Kabeljau und Heilbutt

Zu Beginn des 20. Jahrhunderts etablierte sich die kommerzielle Fischerei auf den Aleuten. Kabeljau und Heringe wurden gesalzen und Lachse in Konservendosen verpackt. Eine andere traditionelle Beschäftigung, der Walfang, ging ohne Rücksicht auf Überjagd weiter. Man brachte die Grönlandwale bis an den Rand der Ausrottung, um das Öl in ihrem Gewebe zu erhalten (in den letzten Jahren hat sich die Population durch einen Rückgang des kommerziellen Fischfangs jedoch so weit erholt, dass indigene Völker jedes Jahr viele Exemplare fangen können, ohne den Bestand zu gefährden). Die Aleuten litten bald unter schweren Problemen angesichts der Vernichtung der Pelzrobben und Seeotter, die sie zum Überleben benötigten. Sie nutzen nicht nur das Fleisch als Nahrung, sondern auch das Fell zur Abdeckung ihrer Boote, ohne die sie nicht jagen konnten. Die Amerikaner drangen auch ins innere und arktische Alaska vor und erlegten die Pelztiere, Fische und anderes Wild, von dem die indigene Bevölkerung abhängig war.
Als der Kongress den „Second Organic Act“ 1912 verabschiedete, wurde Alaska neu organisiert und in „Territory of Alaska“ umbenannt. 1916 lebten dort 58.000 Menschen. James Wickersham, ein Abgeordneter des Kongresses, stellte den ersten Antrag auf Eigenstaatlichkeit, der jedoch aufgrund mangelnden Interesses scheiterte. Daran änderte auch der Besuch von US-Präsident Warren G. Harding nichts. Alaska war nun in vier Bezirke aufgeteilt. Im bevölkerungsreichsten mit Juneau als Hauptstadt gab es Überlegungen, einen eigenen Staat ohne die anderen drei Bezirke zu gründen. Die Kontrolle der Regierung war die wichtigste Angelegenheit, da das Territorium 52 Bundesämter besaß.
1920 verlangte der „Jones Act“, dass unter US-Flagge fahrende Schiffe in den Vereinigten Staaten gebaut, im Besitz von US-Amerikanern und nach den Gesetzen der Vereinigten Staaten dokumentiert waren. Alle nach oder aus Alaska im- oder exportierten Güter mussten von amerikanischen Spediteuren transportiert und nach Seattle gebracht werden, wodurch Alaska von Washington abhängig war. Der Supreme Court entschied, dass die Verfassungsklausel, wonach ein Bundesstaat nicht den Handel eines anderen bestimmen soll, nicht zutrifft, da Alaska nur ein Territorium war. Die Schifffahrt von Seattle nutzte diese Situation dazu, die Preise zu erhöhen.
Die Weltwirtschaftskrise führte zum Preisverfall der für die alaskische Wirtschaft so wichtigen Produkte Fisch und Kupfer. Die Löhne fielen, und die Arbeitskraft verringerte sich um mehr als die Hälfte. 1935 transferierte Franklin D. Roosevelt Amerikaner aus ländlichen Gebieten ins alaskische Matanuska-Susitna Valley, um ihnen dort eine neue Chance zur landwirtschaftlichen Selbstversorgung zu bieten. Die Siedler kamen zum größten Teil aus den Nordstaaten wie Michigan, Wisconsin und Minnesota in dem Glauben, dass nur diejenigen, die in einem Klima ähnlich dem von Alaska aufwuchsen, das Leben dort bewältigen könnten. Die United Congo Improvement Association bat den Präsidenten, 400 afroamerikanische Farmer in Alaska anzusiedeln, da sie dort volle politische Rechte hätten, aber rassistische Vorurteile und der Glaube, dass nur die Nordstaatler geeignet seien, ließen den Plan scheitern.
Die Erforschung und Besiedlung Alaskas wäre ohne die Entwicklung der Luftfahrt nicht möglich gewesen, weil diese für den Zustrom von Siedlern ins Innere des Staates sorgte und einen schnellen Transport von Menschen und Gütern ermöglichte. Aufgrund der ungünstigen Witterungsbedingungen und des hohen Anteils von Piloten in der Bevölkerung gibt es jedoch über 1700 Flugzeugwracks in diesem Gebiet. Zahlreiche Wracks stammen auch aus der militärischen Geschichte des Staates im Zweiten Weltkrieg und im Kalten Krieg.

### Zweiter Weltkrieg

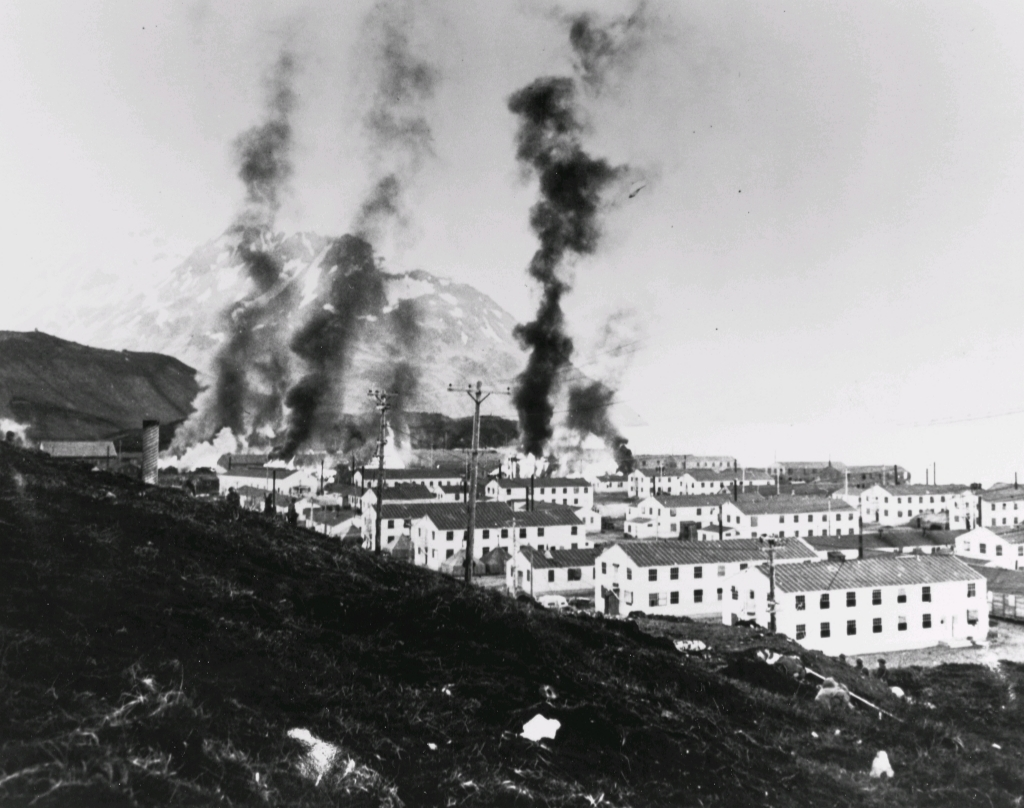
Brennende Gebäude nach dem ersten feindlichen Angriff auf Dutch Harbor am 3. Juni 1942

Im Zweiten Weltkrieg waren die drei äußeren Inseln der Aleuten – Attu, Agattu und Kiska – der einzige besetzte Teil der Vereinigten Staaten. Die Japaner begannen die Kampagne hauptsächlich, um von Schlachten in anderen Teilen der Welt abzulenken, aber es war auch beabsichtigt, die Inseln als Basis für einen Angriff auf den Hauptteil der Vereinigten Staaten zu nutzen. Die Schlacht wurde zu einer Frage des Nationalstolzes, da es galt, den ersten ausländischen militärischen Feldzug auf US-amerikanischem Boden seit dem Krieg von 1812 abzuwehren.
Am 3. Juni 1942 starteten die Japaner einen Luftangriff auf die US-Basis Dutch Harbor auf Unalaska. Die US-Streitkräfte konnten die Flugzeuge abwehren und die Basis retten, die auch einen zweiten Angriff mit geringen Schäden überstand. Am 7. Juni landeten die Japaner auf den Inseln Kiska und Attu, wo sie die Einwohner überwältigten. Letztere wurden nach Japan gebracht und dort für den Rest des Krieges interniert. Die Bewohner der Pribilof Islands wurden von den Vereinigten Staaten 1942 in den Südosten Alaskas evakuiert, wo die 881 Alaska Natives bis Kriegsende bleiben mussten. Sie erhielten eine Entschädigung von 12 Dollar pro Kopf.
Im Herbst 1942 errichtete die US Navy eine Basis auf Adak und am 11. Mai 1943 landeten amerikanische Truppen auf Attu, um die Inseln zurückzuerobern. Die Schlacht um die Aleuten dauerte mehr als zwei Wochen. Die Japaner, die keine Hoffnung auf Rettung hatten, weil die Flotte ihrer Transport-U-Boote von den US-Zerstörern zurückgedrängt worden war, kämpften bis zum letzten Mann. Die Schlacht endete schließlich am 29. Mai, als die Amerikaner einen Banzai-Angriff abwehrten. Einige Japaner versteckten sich nach ihrer Niederlage bis zu drei Monate lang auf der kleinen Insel und töteten sich bei ihrer Entdeckung, anstatt sich den Eskimos zu ergeben. Auf amerikanischer Seite gab es 3829 Unglücksfälle: 549 Todesopfer, 1148 Verletzte, 1200 mit Erfrierungen, 614 starben durch Krankheiten und 318 aus sonstigen Gründen wie japanischen Sprengfallen oder Eigenbeschuss.
Die Vereinigten Staaten wandten sich dann der anderen besetzten Insel Kiska zu. Von Juni bis August fielen Bomben auf die winzige Insel. Die Japaner flohen im dichten aleutischen Nebel mit Transportschiffen. Nach dem Krieg siedelte die Bundesregierung die indigenen Einwohner von Attu, die die japanische Gefangenschaft überlebt hatten, in Atka wieder an, da die Heimatdörfer zur Verteidigung zu weit entfernt waren.
Ein Ergebnis des Zweiten Weltkrieges ist die Fertigstellung des Alaska-Canada Military Highway. Die Straße von Great Falls nach Fairbanks war die erste stabile Landverbindung zwischen Alaska und dem Rest Amerikas. Die Errichtung von Militärbasen trug auch zum Bevölkerungswachstum in einigen alaskischen Städten bei. Die Einwohnerzahl von Anchorage verdoppelte sich fast von 4200 im Jahr 1940 auf 8000 fünf Jahre später.

### Eigenstaatlichkeit
Zu Beginn des 20. Jahrhunderts regte sich in Alaska eine Bewegung, die die Anerkennung Alaskas als Bundesstaat forderte, aber in den zusammenhängenden 48 Bundesstaaten bezweifelte man angesichts der weit verstreuten und isolierten Bevölkerung und der instabilen Wirtschaft, dass Alaska eine wertvolle Ergänzung der  Vereinigten Staaten sein könnte. Der Zweite Weltkrieg und die Invasion der Japaner betonten Alaskas strategische Bedeutung, und die Frage nach der Bundesstaatlichkeit wurde nun ernsthafter erörtert, aber die Entdeckung von Öl am Swanson River auf der Kenai-Halbinsel beseitigte das Image als schwache, abhängige Region. US-Präsident Dwight D. Eisenhower unterzeichnete am 7. Juli 1958 den Alaska Statehood Act, der den Weg öffnete für Alaskas Aufnahme in die Union am 3. Januar 1959. Juneau, die Hauptstadt des Territoriums, blieb auch die Hauptstadt des neuen Bundesstaates, und William Egan wurde als erster Gouverneur vereidigt.
Alaska hat im Gegensatz zu den anderen Bundesstaaten keine Countys, sondern ist in 29 Census Areas und Boroughs eingeteilt. Boroughs („Bezirke“) besitzen eine organisierte Verwaltung, während Census Areas („Volkszählungsgebiete“) nur künstliche Einteilungen sind, die vom United States Census Bureau für statistische Zwecke definiert werden. All jene Gebiete im Staat, die nicht zu einem organisierten, mit einer eigenen Verwaltung ausgestatteten Borough gehören, bilden zusammen den von der Regierung so bezeichneten Unorganized Borough. Im Unorganized Borough werden die auf der Borough-Ebene anfallenden Verwaltungsaufgaben direkt vom Bundesstaat übernommen.

### Das „Karfreitagsbeben“

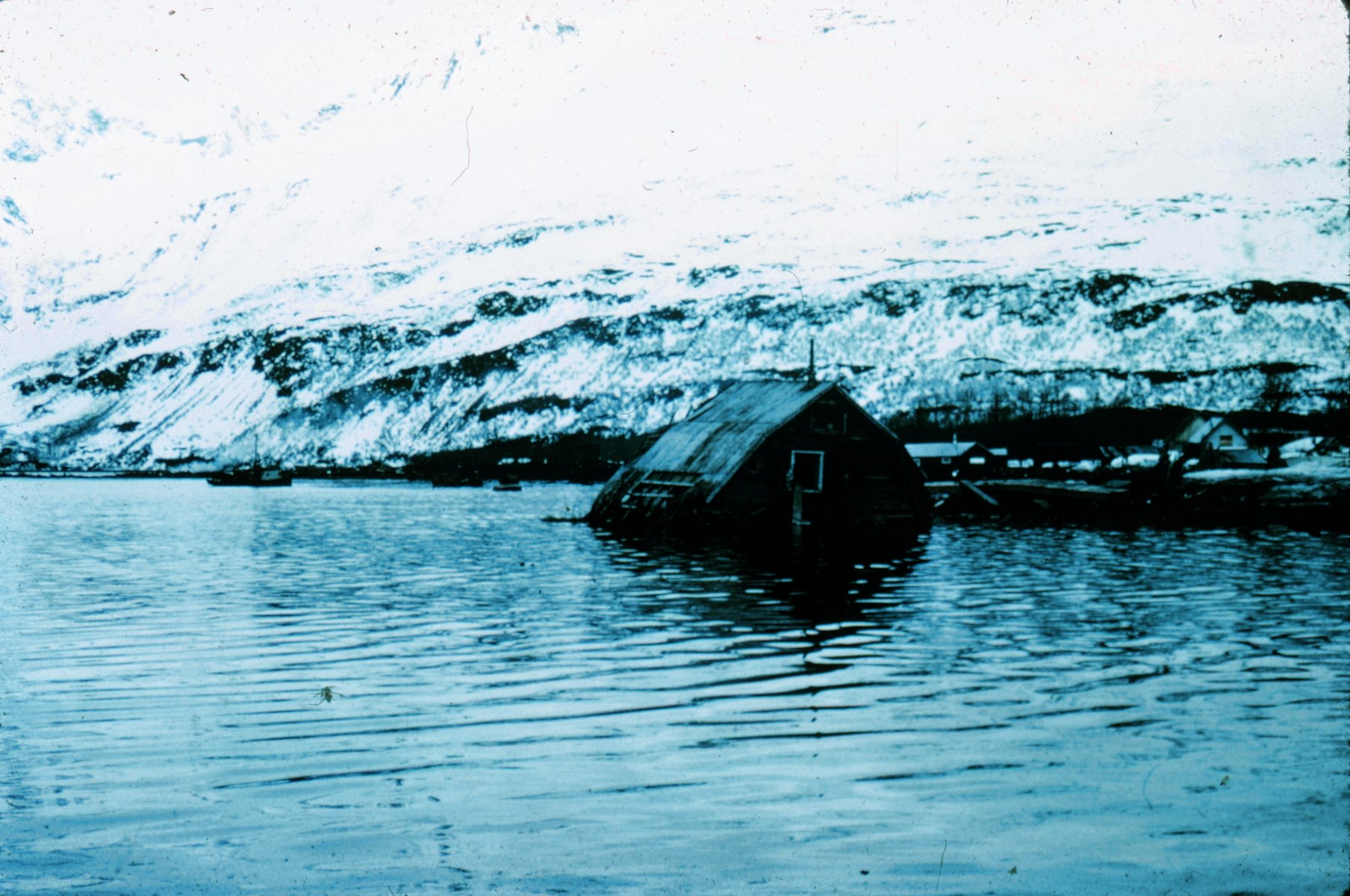
Der Meeresspiegel änderte sich deutlich nach dem „Karfreitagserdbeben“

Am 27. März 1964 traf das „Karfreitagsbeben“ den Süden und die Mitte Alaskas und ließ die Erde vier Minuten lang bei einer Stärke von 9,2 erzittern. Das Erdbeben war eines der stärksten aller Zeiten und tötete 131 Menschen. Die meisten von ihnen starben durch die Tsunamis, die die Dörfer Valdez und Chenega zerstörten. In der gesamten Region des Prince William Sound wurden Städte und Häfen zerstört und wurde Land verschoben. Durch Landhebungen entstanden unüberwindliche Barrieren für Lachse, die ihre Laichplätze nicht mehr erreichen konnten. Die Häfen in Valdez und Cordova waren irreparabel beschädigt und Feuer vernichteten das, was die Schlammlawinen übrig gelassen hatten. In Valdez wurde ein Schiff der Alaska Steamship Company von einer riesigen Welle aus dem Dock ins Meer gehoben, aber die meisten Arbeiter überlebten. In Turnagain Arm, außerhalb von Cook Inlet, zerstörte das eintretende Wasser Bäume und versenkte Hütten im Schlamm. Auf Kodiak löschte eine Flutwelle die Dörfer Afognak, Old Harbor und Kaguyak aus und beschädigte andere Gemeinden, während Seward seinen Hafen verloren hatte.

### Alaska Native Claims Settlement Act

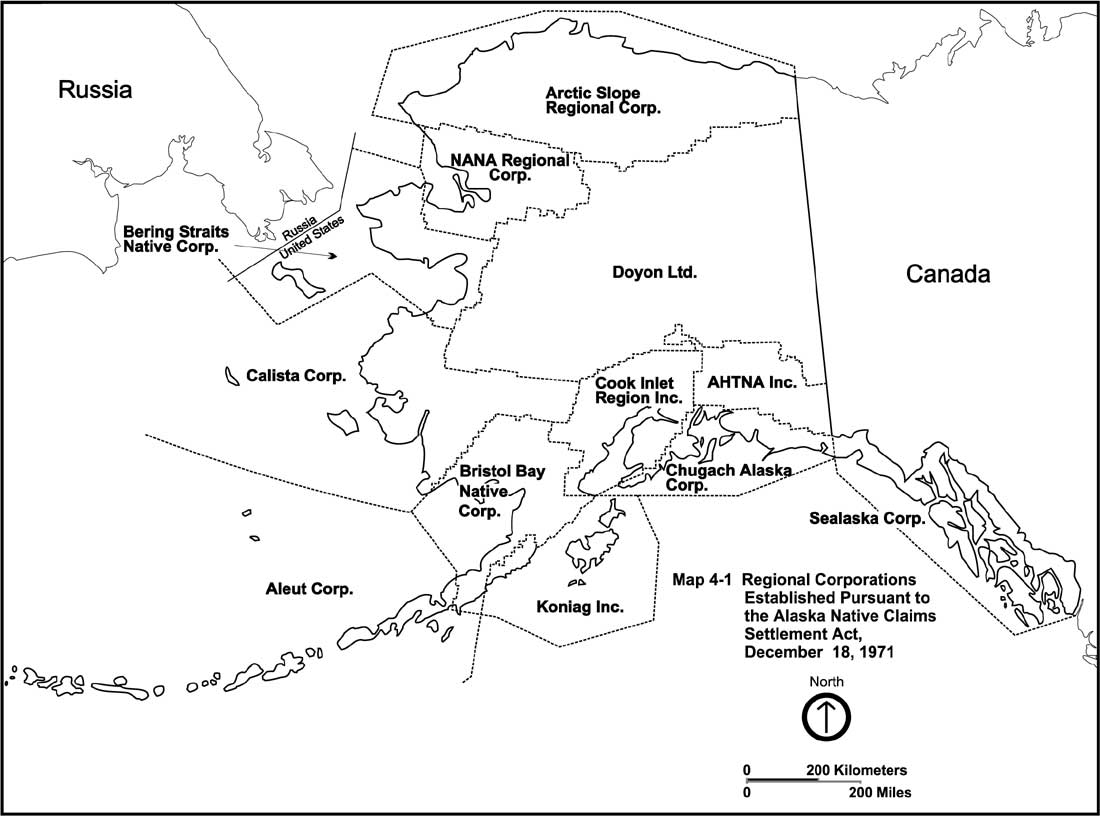
Regionale Gemeinden nach dem Alaska Native Claims Settlement Act

Trotz des Ausmaßes der Katastrophe baute Alaska viele Gemeinden wieder auf. Seit Mitte der 60er Jahre waren die indigenen Völker Alaskas an der staatlichen und lokalen Regierung beteiligt. Mehr als 200 Jahre nach der Ankunft der ersten Europäer vereinigten sie sich aus allen ethnischen Gruppen, um ihren Anspruch auf Land zu erheben, das man ihnen entrissen hatte. Die Regierung reagierte langsam, bis die Atlantic-Richfield Company (ARCO) 1968 Öl in der Prudhoe Bay an der Arktisküste entdeckte und damit die Frage nach dem Landbesitz in die Schlagzeilen brachte. Um die Schwierigkeiten mit Bohrungen an so einem entlegenen Ort und dem Transport des Öls in die anderen 48 Bundesstaaten zu verringern, schien die beste Lösung eine Pipeline quer durch Alaska zum Hafen Valdez zu sein, die auf die Ruinen der früheren Stadt gebaut wird. In Valdez sollte das Öl auf Tanker verladen und auf dem Seeweg in die anderen Bundesstaaten gebracht werden. Der Plan wurde gutgeheißen, aber die Erlaubnis für den Bau einer Pipeline, die durch die umstrittenen Gebiete läuft, konnte erst erteilt werden, wenn die Ansprüche der Urbevölkerung geregelt waren.
Der Druck der finanzstarken Ölindustrie führte schließlich 1971 zur Unterzeichnung des „Alaska Native Claims Settlement Act“. Die Vertreter der indigenen Seite verzichteten auf ihre ursprünglichen Ansprüche und erhielten dafür Zugang zu 44 Millionen Acre Land und 963 Millionen US-Dollar. Das Land und das Geld wurden unter regionalen, städtischen und örtlichen Verbänden aufgeteilt, aber die Empfänger gingen sehr unterschiedlich mit den Finanzen um. Die Einigung entschädigte die Urbevölkerung für die Invasion ihres Landes und eröffnete allen Alaskanern die Möglichkeit, vom Öl, der größten natürlichen Ressource des Bundesstaates, zu profitieren. Im Jahr 2002 waren in Alaska 225 Indianerstämme anerkannt.

### Die Trans-Alaska-Pipeline
Zwischen dem Prudhoe-Bay-Ölfeld in der North Slope an der Beaufortsee und Valdez am Golf von Alaska liegen drei Gebirgszüge, aktive Verwerfungen, Regionen mit instabilem, morastigem Dauerfrostboden sowie Wanderwege von Karibus und Elchen. Um diese Hindernisse zu überwinden, ist die Hälfte der rund 1300 km langen Pipeline so erhöht, dass sie den Permafrostboden nicht auftaut und kein natürliches Terrain zerstört. Zum Schutz vor Erdbeben verläuft die Pipeline in einer Zickzacklinie, so dass sie sich mit der Erde bewegt, statt zu zerbrechen. Am 28. Juli 1977 kam das erste Öl in Valdez an. Die Gesamtkosten für die Pipeline und alle damit verbundenen Projekte wie das Tanker-Terminal in Valdez, 12 Pumpstationen und die Yukon River Bridge betrugen 8 Milliarden Dollar.

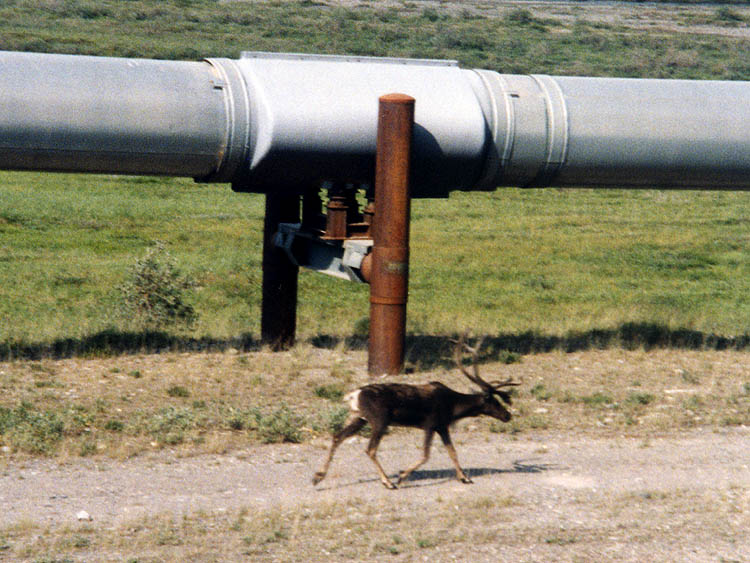
Ein Karibu neben der Pipeline im Norden der Brookskette

Mit dem Erlös aus dem gewonnenen Erdöl stieg das Pro-Kopf-Einkommen im Bundesstaat, wovon fast jede Gemeinde profitierte. Die politische Führung war sich sicher, dass dieser Boom nach dem Versiegen der Ressourcen nicht mit einer ökonomischen Pleite enden würde wie Pelzhandel oder Goldbergbau zuvor. 1976 änderte die Regierung die Staatsverfassung und führte den Alaska Permanent Fund ein. Der Fonds investiert einen Teil der staatlichen Erlöse aus Bodenschätzen, darunter den der Trans-Alaska-Pipeline, „zum Nutzen aller Generationen von Alaskern“. Von allen Rohstoff-Pachteinkünften gehen 25 % in den Fonds, der damit allen beteiligten Einwohnern jährliche Dividenden zahlt, Geld gegen die Inflation bereitstellt und der Legislative Investitionsmittel zur Verfügung stellt. Der Fonds ist das größte Geldreservoir der Vereinigten Staaten und einer der wichtigsten Kreditgeber der Regierung. Seit 1993 hat der Fonds mehr Geld erwirtschaftet als die Ölfelder in Prudhoe Bay, deren Produktion schwindet und zu Beginn des 21. Jahrhunderts versiegen könnte, während der Fonds weiter dem Staat dient. Im März 2005 betrug der Wert über 30 Milliarden US-Dollar.
→ Siehe Hauptartikel: Trans-Alaska-Pipeline

### Gegenwart
Bis 1983 erstreckte sich Alaska über vier verschiedene Zeitzonen: die Pacific Standard Time (UTC -8 Stunden) im äußersten Südosten, ein kleines Gebiet mit Yukon Standard Time (UTC -9 Stunden) um Juneau, die Hawaii Standard Time (UTC -10 Stunden) in der Umgebung von Anchorage und Fairbanks sowie die Bering Standard Time (UTC -11 Stunden) in Nome und auf den meisten Inseln der Aleuten. 1983 reduzierte man die Anzahl der Zeitzonen auf zwei, wobei das ganze Festland und die inneren Aleuten auf UTC -9 Stunden eingestellt wurden (umbenannt in Alaska Standard Time, da das Yukon-Gebiet etwa 1975 eine einheitliche Zeitzone angenommen hatte, die identisch mit der Pacific Standard Time war) und die sonstigen Aleuten der Zeitzone UTC -10 Stunden zugeordnet wurden (nun Hawaii-Aleutian Standard Time).
In der zweiten Hälfte des 20. Jahrhunderts entdeckte Alaska den Tourismus als wichtige Einnahmequelle. Der Tourismus wurde nach dem Zweiten Weltkrieg populär, als Soldaten aus diesem Gebiet nach Hause kamen und die natürliche Pracht der Region lobten. Der während des Kriegs gebaute Alcan Highway und das 1963 fertiggestellte Alaska Marine Highway System machten den Bundesstaat leichter zugänglich als bisher. Tourismus ist heute ein großes Geschäft in Alaska, und 1,4 Millionen Menschen besuchen jedes Jahr unter anderem den Denali National Park, den Katmai National Park and Preserve, die Glacier Bay und die Kenai-Halbinsel. Obwohl die Wildtier-Beobachtung beliebt ist, gehen nur wenige Besucher in die Wildnis.
Durch die wirtschaftliche Bedeutung des Tourismus ist die Umweltpolitik bedeutender geworden. Die Alasker versuchen, die Bedürfnisse des Landes mit denen der Einwohner abzustimmen. Ein großer Teil des Landes ist gut geschützt. Der ANILCA (Alaska National Interest Lands Conservation Act) von 1980 erweiterte das System der nationalen Wildschutzgebiete (National Wildlife Refuges) um 53,7 Millionen Acre, nahm Teile von 25 Flüssen in das nationale Netz der geschützten Flüsse (National Wild and Scenic Rivers) auf, erklärte zusätzliche 3,3 Millionen Acre Wald zu Nationalwäldern und wies 43,6 Millionen Acre Land neu als Nationalpark aus. Durch das Gesetz umfasst Alaska nun 2/3 der gesamten Fläche aller amerikanischen Nationalparks.

#### Ölkatastrophe der Exxon Valdez

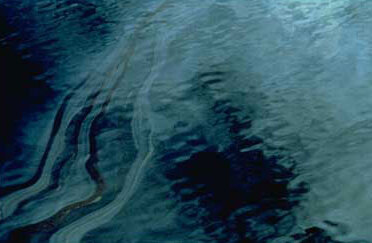
Ölteppiche in den ersten Tagen nach dem Unglück

Am 24. März 1989 lief der Tanker Exxon Valdez im Prince William Sound auf Grund und verlor dabei 11 Millionen Gallonen Rohöl, das sich auf 1.800 km Küste ausbreitete. Laut dem U.S. Fish and Wildlife Service starben mindestens 300.000 Seevögel, 2.000 Otter und andere Meerestiere durch die Ölpest. Exxon zahlte allein im ersten Jahr zwei Milliarden Dollar zur Reinigung. Rund 12.000 Arbeiter waren im Sommer 1989 an der Küste beschäftigt. Zu ihren Aufgaben gehörte der Abtransport der verschmutzten Strände, das Aufsaugen der Erdölklumpen, die Reinigung des Sandes mit heißem Wasser, die Reinigung der Felsen in Handarbeit, das Aufsammeln von verölten Algen und das Versprühen von Dünger, um das Wachstum von ölfressenden Mikroben zu fördern.
Die Ölpest erregte internationale Aufmerksamkeit und der Zustrom von Reinigungskräften füllte alle Hotels und Campingplätze in der Umgebung von Valdez, wodurch die Wirtschaft gestärkt, aber der Tourismus geschwächt wurde. Exxon setzte die Reinigungsarbeiten in Kooperation mit dem Staat und den Bundesbehörden bis in die frühen 1990er Jahre fort. In einigen Gebieten wie Smith Island halfen Winterstürme mehr als alle menschlichen Bemühungen. Studien der Regierung zeigen, dass das Öl und der Reinigungsprozess der Ökologie des Sound langfristig schadeten, wobei es zu Problemen bei der Fortpflanzung von Vögeln und Tieren kommt, die man immer noch nicht vollständig erklären kann. Prince William Sound scheint sich erholt zu haben, aber die Wissenschaftler sind sich über das Ausmaß nicht einig. In einem Zivilverfahren stimmte Exxon der Zahlung von 900 Millionen Dollar in zehn Jahresraten plus zusätzlichen 100 Millionen Dollar für neu entdeckte Schäden zu.
Die Gewerkschaft der Öl-, Chemie- und Atomarbeiter, die rund 40.000 Arbeiter landesweit repräsentiert, kündigte Widerstand gegen Bohrungen im Arctic National Wildlife Refuge (ANWR) an, bis der Kongress eine umfassende nationale Energiepolitik erlässt. Angesichts der Ölpest ordnete der alaskische Gouverneur Steve Cowper an, dass zwei Schlepper jeden Tanker von Valdez durch den Prince William Sound bis zum Hinchinbrook Entrance begleiten müssen. Die Mehrheit der Tanker in Valdez sind immer noch einwandig, aber der Kongress hat beschlossen, dass bis 2015 alle Tanker doppelwandig sein müssen.

#### Kontroverse um Bohrungen im Arctic Refuge
In den 1990er Jahren autorisierte die National Energy Bill von US-Präsident George H. W. Bush Bohrungen im Arctic National Wildlife Refuge (ANWR), einem großen Naturschutzgebiet in Nordalaska, aber ein Filibuster der Demokraten im Senat verhinderte die Umsetzung. 1995 versuchte es die Republikanische Partei erneut und berücksichtigte den ANWR im Staatsetat. Bill Clinton legte sein Veto gegen den Etat ein und kündigte sein Veto gegen alle Anträge an, die Bohrungen im ANWR ermöglichen sollten. Die Befürworter der Bohrungen wiesen darauf hin, dass dort 16 Milliarden Barrel Öl lagern würden, wobei diese Zahl der Höchstwert war, der im Bericht des United States Geological Survey (USGS) von 1998 genannt wurde, und repräsentierte nur eine Wahrscheinlichkeit von 5 % für technisch förderbares Öl im gesamten untersuchten Gebiet. Die Gegner sprachen von nur 3 Milliarden Barrel Öl, was dem nach unten gerundeten Minimalwert aus dem Bericht entsprach, die mit einer Wahrscheinlichkeit von 95 % nur auf bundeseigenen Ländereien und lediglich einem kleinen Teil des ANWR nahe dem Canning River liegen.
Laut der zentralen Aussage des USGS-Berichts gebe es mehr Öl in ANWR als zunächst angenommen, und dieses Öl sei vor allem im westlichen Teil von „Section 1002“ konzentriert. 1998 betrug der durchschnittliche Preis an der Westküste für alaskisches Rohöl 12,54 US-Dollar pro Barrel, im September 2000 war der Preis auf 37,22 US-Dollar gestiegen. Dies führte dazu, dass Bill Clinton anordnete, Öl aus der Strategischen Ölreserve freizugeben. Al Gore, der damalige US-Vizepräsident, zog eine feste Grenze am Canning River und die früheren Ölindustriellen George W. Bush und Dick Cheney (von 2001 bis 2009 Präsident bzw. Vizepräsident der Vereinigten Staaten) waren in ihrer Unterstützung von Bohrungen in der „Section 1002“ unnachgiebig. Im Dezember 2000 zeigte ein Bericht der Küstenwache wiederholte Sicherheitsverletzungen an einem Terminal der Alyeska Pipeline Service Company in Valdez, was zu einem erneuten Preisanstieg führte. Im April 2002 wies der Senat einen Antrag des Repräsentantenhauses zurück. Im März 2005 wurde der erneute Antrag jedoch angenommen. Am 16. März gewährte der Senat einen Fonds für Bohrungen als Teil des Etats für das Steuerjahr 2006. Am 3. November 2005 stimmte der Senat dafür, Bohrungen in Alaska zu erlauben, aber am 10. November verhinderte das Repräsentantenhaus aus Angst, Republikaner aus der politischen Mitte zu verlieren, eine Bestimmung im Gesetz zur Defizitverringerung, die Bohrungen im ANWR ermöglicht hätte. George W. Bush hatte in den letzten Tagen seiner Amtszeit eine Regelung aus dem Gesetz zum Schutz bedrohter Arten streichen lassen, nach der Unternehmen bei Eingriffen in empfindliche Ökosysteme nachweisen müssen, dass dadurch keine bedrohten Tierarten gefährdet sind. Die nachfolgende Regierung unter Barack Obama hat diesen Passus im April 2009 wieder in das Gesetz aufgenommen und damit die Einschränkung des Naturschutzes in Alaska rückgängig gemacht.

#### Todesstrafe
Heute ist Alaska einer der wenigen Bundesstaaten, die nie eine Todesstrafe hatten. Der Gesetzgeber des Alaska-Territoriums schaffte 1957, zwei Jahre vor der Eigenstaatlichkeit Alaskas, die Todesstrafe ab. Aufgrund unzureichender Aufzeichnungen wird angenommen, dass zwischen 1869 und 1900 sieben Menschen gehängt wurden. Zwischen 1900 und 1957 wurden durch die Vollzugsbehörden acht Männer hingerichtet.